# Aleurotrachelus gratiosus
Aleurotrachelus gratiosus là một loài côn trùng cánh nửa trong họ Aleyrodidae, phân họ Aleyrodinae.
Aleurotrachelus gratiosus được Bondar miêu tả khoa học đầu tiên năm 1923.